# Gemeindegliedervermögen
Gemeindegliedervermögen ist jenes Vermögen einer Gemeinde, dessen Ertrag nach früherem Recht nicht dieser, sondern anderen Berechtigten zusteht, z. B. Nutzungsrechte am gemeindlichen Grundvermögen.
Neues Gemeindegliedervermögen kann nicht mehr gebildet werden, weil seit den 1960er-Jahren eine Umwandlung sonstigen Gemeindevermögens in Gemeindegliedervermögen gesetzlich ausgeschlossen ist.
Überwiegend handelt es sich um ein altes Gewohnheitsrecht des sogenannten Bürgernutzens, nach dem z. B. alteingesessenen Gemeindebewohnern pro Jahr eine bestimmte Menge an Brennholz („Gabholz“) kostenlos oder zu sehr günstigem Preis zusteht. Dieses Nutzungsrecht leitete sich im 19. Jahrhundert aus der Allmende (gemeinsames Eigentum am Wald) ab. In Baden bestand dieses Recht bis 1966 und läuft seither aus, in der Schweiz existiert es noch in einigen Kleingemeinden.